# Isotoma brucealla
Isotoma brucealla är en urinsektsart som beskrevs av John L. Wray 1953. Isotoma brucealla ingår i släktet Isotoma och familjen Isotomidae. Inga underarter finns listade i Catalogue of Life.